# Robert Plan
Robert Plan, ameriški obveščevalec hrvaških korenin, * 1920.
Robert Plan se je rodil v hrvaški družini in odraščal v New Yorku. Deloval je za Centralno obveščevalno agencijo v Evropi, Severni Afriki ter Južni Ameriki, bil pa je tudi del strateške misije Maple pod okriljem Office of Strategic Services s 120 zavezniškimi vojaki, ki so leta 1944 prišli na območje Karavank na pomoč slovenskim partizanom z namenom organiziranja odpora v južni Avstriji ter miniranjem železniških prog v smeri Balkana. 26. decembra 1944 je skupaj s Charlesom Olom Fisherjem, še enim obveščevalcem, padel v zasedo v Češnjicah v Tuhinjski dolini, kjer je Fischer padel v boju, do odkritja njegovega groba pa je bil označen za pogrešanega v boju.
Plan je sodeloval tudi pri odkrivanju množičnega grobišča leta 1994, v katerem so odkrili truplo Fischerja ter 16 partizanov, ki so jih ubile nemške sile med ofenzivo decembra 1944. Ostanki so bili prekopani v spomenik z množičnim grobiščem 192 partizanov nekaj km stran.
19. septembra 1996 je v Trstu, kjer je živel, prejel častni znak svobode Republike Slovenije z naslednjo utemeljitvijo: »za zasluge v dobro slovenskemu narodu med drugo svetovno vojno in za krepitev prijateljstva med ZDA in Republiko Slovenijo« iz rok takratne generalne konzulke v Trstu, Vlaste Valenčič.